# 水田南陽
水田 南陽（みずた なんよう、1869年1月(明治2年) - 1958年1月3日(昭和33年)）は、日本の翻訳家、小説家、編集者、新聞記者、実業家。日本へシャーロック・ホームズを紹介した先駆者。別名は、南陽 外史（なんよう がいし）。本名は、水田 栄雄（みずた ひでお）。

## 人物・経歴
1869年1月、淡路国薦江(兵庫県)生まれ。大阪・川口の英和学舎（立教大学の前身の一つ）を経て、1890年、立教大学卒業。
ミッション・スクール（現立教大学）在学中の1889年、東京能弁学会に加入し、機関誌『能弁』にシェイクスピア劇の翻訳を掲載。東京能弁学会の幹事である大岡育造に認められ、『能弁』の編集に参加した。
1890年頃、大岡育造が経営していた中央新聞に入社し、同紙にエミール・ガボリオの『オルシヴァルの犯罪』を『大探偵』と題して訳出したのを始め、『夢中の玉』『珊瑚の徽章』などを次々発表した。黒岩涙香は友人であり、その影響で探偵小説を掲載した。ボアゴベの作品を多く訳出している。
1896年から1899年に渡欧し、英国滞在中にコナン・ドイルを知る。帰国した1899年の7月から『不思議の探偵』の総題で短編集である『シャーロック・ホームズの冒険』の全12作品の翻訳を中央新聞で連載により発表し、日本へホームズを紹介した先駆となった。『冒険』の12作品のうち『唇の曲がった男』の1作品は、1894年に既に邦訳されていたが、『冒険』全12作品が翻訳発表されたのは日本で初めてのことであった。
これを機に、それまでの翻訳はフランスの作品を主流としていたが、イギリス作品に移行する転機となった。
また同年10月には、ガイ・ブースビーの『魔法医師ニコラ』を『魔法医者』として初邦訳した。
1900年には、アーサー・モリスンの『探偵マーチン・ヒューイット』から八編を『英国探偵実際談 稀代の探偵』として初めて邦訳した。同年『大英国漫遊実記』を博文館から刊行した。
1910年に、大岡育造が中央新聞を手放すと、編集総長で退社する。その後、実業界に入り、糖業連合会主事として活躍した。
糖業関連の書籍は、本名の水田栄雄の名義で出版している。主に糖業連合会から編者として出版した書物に『糖業関係法規集』『糖業関係法規集』『製糖会社要覧』『臺灣各製糖会會社原料甘蔗採收區域圖』『国際聯盟に於ける砂糖問題』『製糖会社要覧』などがある。
息子（四男）は、早稲田大学名誉教授の水田義雄（法学者）である。